# Dorsal Amèrica-Antàrtica

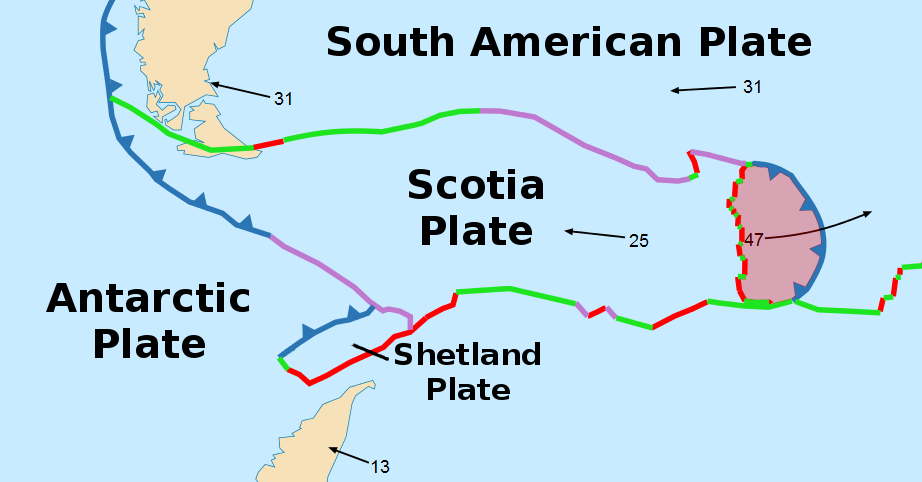
Zona de contacte i dorsal

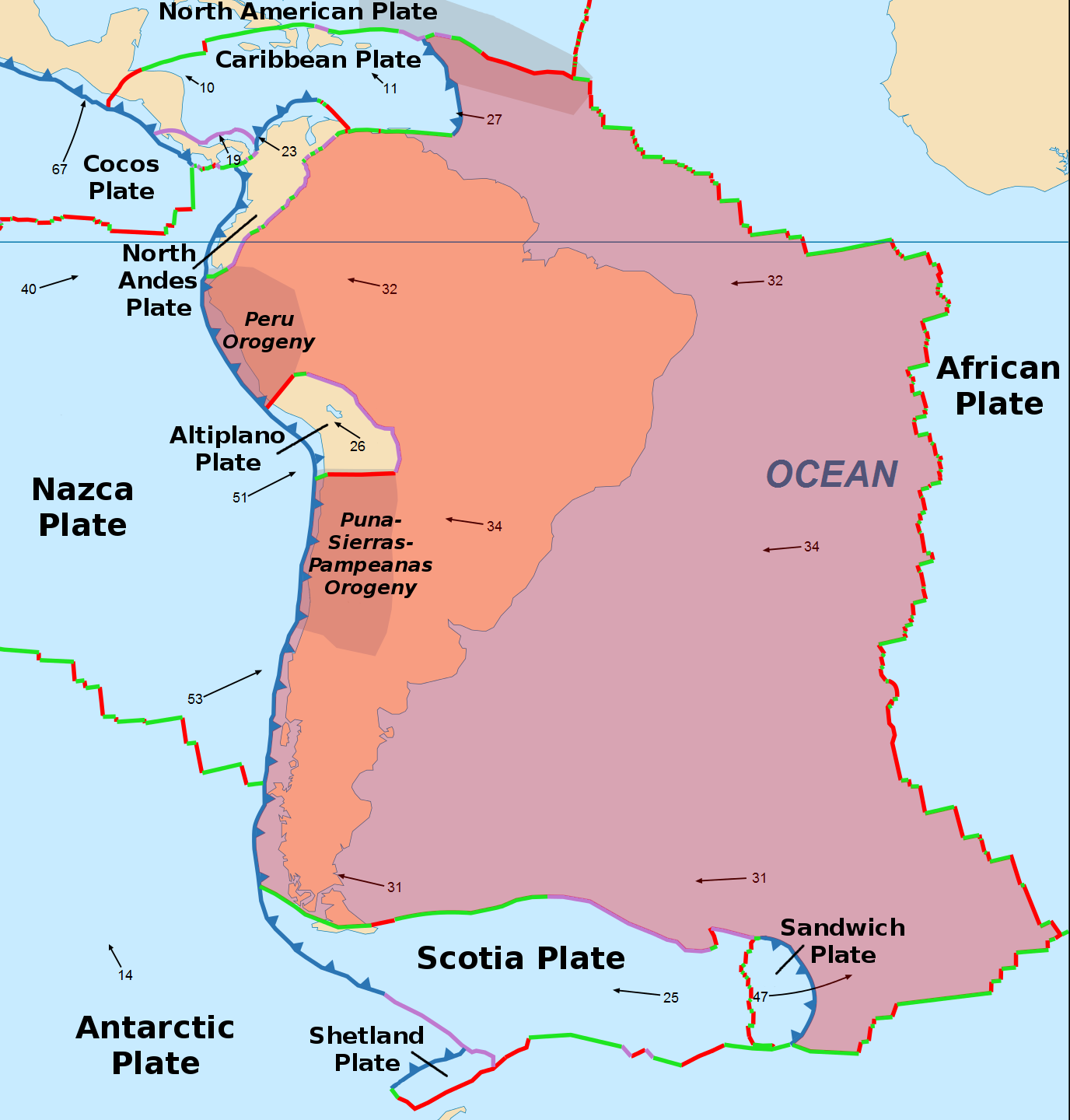
Mapa de la placa Sud-americana

La dorsal Amèrica-Antàrtica és un límit divergent de les plaques tectòniques antàrtica i sud-americana. S'estén pel fons marí des de la triple cruïlla de l'illa Bouvet al sud de l'oceà Atlàntic cap al sud-oest, fins a la falla transformant de l'est de les illes Geòrgia del Sud i Sandwich del Sud.

### Denominació
La dorsal America-Antàrtica, és també coneguda amb el nom SAAR o AAR, de l'anglès South American-Antarctic Ridge, o també anomenada dorsal sud-americana-antàrtica.

### Característiques
A prop de la Triple Cruïlla de Bouvet, la velocitat mitjana d'extensió de la dorsal és de 9 mm/any, que és lenta i té la topografia rugosa característica de les crestes de propagació lenta.

Des de fa 15 milions d'anys, l'escorça oceànica de la placa antàrtica s'està subduint lentament (20–24 mm/any sota Amèrica del Sud. El límit entre les plaques sud-americanes i antàrtiques es pot dividir en tres parts de les quals la dorsal Amèrica-Antàrtica n'ocupa el terç oriental. El primer límit s'estén des de la Triple Cruïlla de Xile a la fossa de Xile a 46 ° S, fins a la sortida occidental de l'estret Magallanes a 52 ° S.

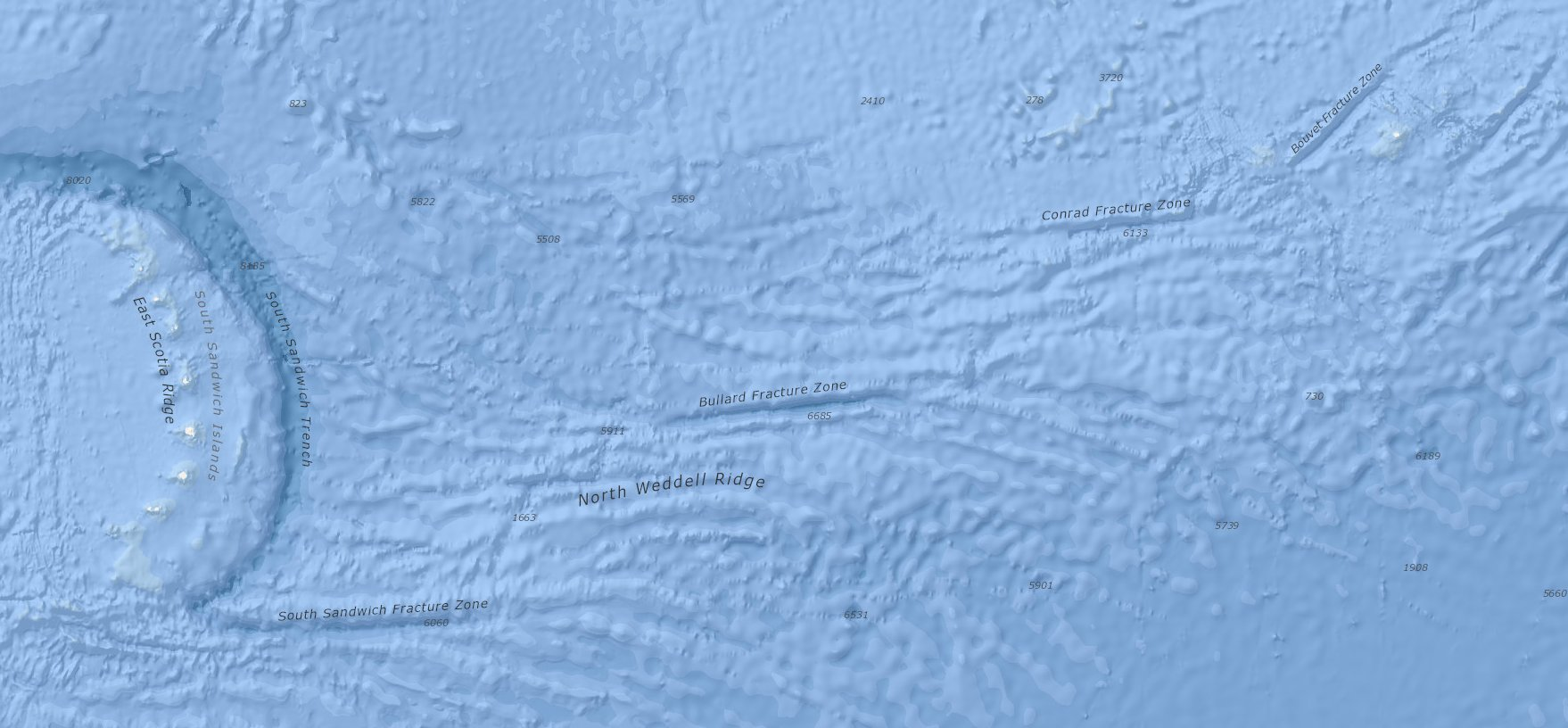
Batimetria de la dorsal. font: NOAA

A la part central, entre l'estret de Magallanes i la fossa de Sandwich del sud, les dues grans plaques continentals estan separades per la placa d'Escòcia i una sèrie de plaques més petites situades més a l'est.
Durant els darrers 40 milions d'anys amb l'obertura del pas de Drake, la fossa de Sandwich del sud s'ha anat distanciant cap a l'est a causa de l'evolució d'una conca d'arc posterior, que ha retallat la dorsal Sud-americana.